# Ennio Morricone
Ennio Morricone (Rim, 10. studenoga 1928. – Rim, 6. srpnja 2020.), talijanski skladatelj.

## Životopis
Rođen je u Rimu. Diplomirao je na Konzervatoriju "Sveta Cecilija" u Rimu. Na toj je visokoškolskoj instituciji iznimno daroviti E. Morricone poduku iz trube pohađao u neformalnom svojstvu od 9. godine, a u dobi od 12 godina je službeno upisan kao student. Na konzervatoriju je diplomirao trubu 1946. godine, a 1954. i kompoziciju.
Počeo je skladati 1947. godine, isprva glazbu za teatar.
Na početku karijere skladao je simfonijska i komorna djela, te radio za kazalište, radio i televiziju. Filmsku glazbu sklada od 1961., a svjetski je ugled stekao suradnjom s režiserom Sergiom Leoneom, za čiji špageti vestern Za šaku dolara 1964. godine piše iznimno zapažen glazbeni zapis. Leone i Morricone nastavljaju u narednim godinama svoju odličnu suradnju, te 1965. godine nastaje u toj stvaralačkoj vezi špageti vestern Za dolar više, a 1966. Dobar, loš, zao – što su možda tri najznačajnija filma u žanru: Morriconeova glazba je svakako dala velik doprinos njihovom svjetskom uspjehu. Sa Sergiom Leoneom je i poslije nastavio plodnu suradnju; iznimno je zapažen njihov zajednički rad na filmu Bilo jednom u Americi iz 1984. godine.
Tijekom bogate glazbene karijere, Ennio Morricone skladao je glazbu za više od četiri stotine filmova.
Od 1977. godine sklada za filmsku industriju u Hollywoodu. Godine 1978. sklada glazbu za "Dane raja", film redatelja Terrencea Malicka. Popis holivudskih redatelja s kojima je surađivao narednih desetljeća uključuje i imena Johna Carpentera, Briana De Palme i Olivera Stonea. Uz njegov rad na gore navedenim filmovima, osobito je zapažena i njegova filmska glazba za filmove Misija (1986.), Nedodirljivi (1987.), Cinema Paradiso (1988.), La leggenda del pianista sull'oceano (The Legend of 1900) (1998.), Malèna (2000.) - i mnoge druge.
Morricone je u šest desetljeća karijere također vrlo mnogo dirigirao; ugledom se ističu angažmani kod Filharmonijskog orkestra La Scala, Orkestra Rimske opere, Španjolskog nacionalnog orkestra (Orquesta Nacionales de España, ONE), Brazilskog nacionalnog orkestra. Bio je glavni dirigent rimskog "Orchestra Roma Sinfonietta".
Od 1964. do 1980. godine bio je značajno uključen – kao skladatelj i trubač – u  "Gruppo di Improvvisazione di Nuova Consonanza" (G.I.N.C.), rimskoj avangardnoj skupini skladatelja koja se bavila eksperimentalnom glazbom metodom slobodne improvizacije. Tijekom godina ta je skupina snimila sedam albuma.
Originalnim stilom Morricone je značajno obogatio talijansku i svjetsku filmsku glazbu i postao uzor mnogim mlađim skladateljima. Neki ga spominju kao najvećeg skladatelja filmske glazbe uopće.
Godine 2007. dobio je Oscara za životno djelo, a 2016. Oskara za glazbu u filmu Quentina Tarantina The Hateful Eight
pa je postao najstarija osoba koja je osvojila natjecateljskog Oscara.
Višestruko je nagrađivan priznanjima BAFTA, Zlatni globus, talijanskim filmskim priznanjima "David di Donatello", te raznim drugim visokim profesionalnim priznanjima i državnim odlikovanjima, uključujući francusko odlikovanje "Legija časti". Preko trideset izdanja glazbenih albuma s njegovom glazbom označeni su kao "zlatne ploče", "platinaste ploče"
Iz braka sa suprugom Marijom (Maria Travia) sklopljenim 1956. godine ima četvero djece. Njegov sin Andrea Morricone (r. 1964.) je dirigent i skladatelj, a drugi sin Giovanni Morricone (r. 1966.) je filmski redatelj.

## Vanjske poveznice
- LZMK / Hrvatska enciklopedija: Morricone, Ennio
- LZMK / Proleksis enciklopedija: Morricone, Ennio
- LZMK / e-Leks / Umjetnost: Ennio Morricone  Arhivirana inačica izvorne stranice od 15. kolovoza 2022. (Wayback Machine)
- Biografija, na službenim stranicama "Ennio Morricone"
- AllMusic – Ennio Morricone (životopis)